# Приют (Нікопольський район)
Прию́т — село в Україні, у Нікопольському районі Дніпропетровської області. Входить до складу Першотравневської сільської громади. 
Колишній орган місцевого самоврядування — Павлопільська сільська рада. Населення — 126 мешканців.

## Географія
Село Приют знаходиться на лівому березі річки Базавлучок, вище за течією на відстані 2 км розташоване село Базавлучок (Криворізький район), нижче за течією на відстані 3 км розташоване село Павлопілля, на протилежному березі - село Садове (Криворізький район). Поруч проходить залізниця, станція Павлопілля за 4 км.

## Історія
12 червня 2020 року, відповідно до розпорядження Кабінету Міністрів України № 709-р від «Про визначення адміністративних центрів та затвердження територій територіальних громад Дніпропетровської області», увійшло до складу Першотравневської сільської громади.
19 липня 2020 року, в результаті адміністративно-територіальної реформи і ліквідації Нікопольського району(1923—2020), село увійшло до складу новоутвореного Нікопольського району.